# یادداشت‌های هم‌آوازی
یادداشت‌های هم‌آوازی (به قزاقی: Асланның сабақтары) یک فیلم قزاقستانی-آلمانی محصول ۲۰۱۳ است. این فیلم را امیر بایگازین کارگردانی کرده‌است.
این فیلم که در جشنواره‌های مختلف بین‌المللی جوایزی را کسب کرده‌است توانسته است در سومین جشنواره بین‌المللی فیلم ساخالین جایزه دیگری کسب کند.
فیلم یادداشت‌های هم‌آوازی که درامی دربارهٔ پهلوانی است، جایزه بهترین کارگردان (امیر بایگازین) را در این جشنواره بدست آورد. این عنوان به همراه یک جایزه نقدی ۲۵۰٬۰۰۰ روبلی (۱٫۱ میلیون تنگه قزاق یا ۷٬۴۸۲ دلاری) است.
یادداشت‌های هم‌آوازی در ماه فوریه ۲۰۱۳ در جشنواره بین‌المللی فیلم برلین برندهٔ خرس نقره‌ای برای دستاوردهای فوق‌العاده هنری شد.